# Elfwine (biskup Winchesteru)
Elfwine (Ælfwine; ur. w X wieku, zm. 29 sierpnia 1047) – średniowieczny biskup Winchesteru.
Przed wyświęceniem na biskupa diecezji Winchester w 1032 (po śmierci biskupa Aelfsige), Elfwine był królewskim księdzem na dworze króla Edwarda Wyznawcy. Zmarł 29 sierpnia 1047 roku. Jego następcą został biskup Stigand.